# 종심
종심(縱深, depth)은 세로 종, 깊을 심이라는 한자 의미에서도 알아볼 수 있듯이, 세로로 깊게 늘어선 형태를 뜻한다. '종심'이라는 단어는 혼자 쓰이기보다는 다음과 같이 사용된다:
- 종심전투
- 종심방어
- 종심작전이론